# Halleinosoma noricum
Halleinosoma noricum är en mångfotingart som beskrevs av Karl Wilhelm Verhoeff 1913. Halleinosoma noricum ingår i släktet Halleinosoma och familjen Trachygonidae.

## Underarter
Arten delas in i följande underarter:
- H. n. calvigerum
- H. n. clavigerum